# Overval op een waardetransport in Amsterdam-Noord op 19 mei 2021
De gewapende overval op een waardetransport in Amsterdam-Noord is een overval op 19 mei 2021 in Amsterdam-Noord op een geldtransportwagen waarbij verdachten uit België, Frankrijk en Marokko 14,5 miljoen euro aan edelmetalen buitmaakten. Een achtervolging van de daders door de politie onmiddellijk na de overval mondde uit in een wildwestachtervolging die eindigde in Broek in Waterland. In april 2023 legde de Rechtbank Amsterdam straffen variërend van twee tot vijftien jaar op tegen acht van de dertien verdachten, twee van hen waren toen nog voortvluchtig. De overige drie verdachten komen later voor de rechter. Van de buit was die maand 4,2 miljoen euro nog niet terecht.

## Overval

### Amsterdam-Noord
Aan de Meeuwenlaan in Amsterdam-Noord vond op 19 mei 2021 om kwart over twee 's middags een gewapende overval plaats op een waardetransport van Brink's. Het transport reed het pand van Schöne Edelmetaal binnen om 67 miljoen euro aan onder meer goud en platina op te komen halen. Tien met Kalasjnikovs bewapende overvallers reden met een Porsche de deur kapot, gingen de loods binnen en hielden de medewerkers van het transport onder schot – één van hen verstopte zich. Medewerkers van het edelmetaalbedrijf werden bedreigd met vuurwapens en vastgebonden met tiewraps, terwijl buiten een dader met een automatisch wapen in de lucht schoot en zo omstanders op afstand hield. Na enkele minuten zou 14,5 miljoen euro aan edelmetalen over zijn geladen naar drie gestolen auto's, in ieder geval een donkere Audi-stationwagen en een Porsche Cayenne. De medewerkers van het waardetransport en van het bedrijf aan de Meeuwenlaan raakten hierbij niet gewond. De overvallers reden met een noodgang richting de Nieuwe Leeuwarderweg (s116), terwijl de politie nog geen halve minuut later bij de Meeuwenlaan arriveerde.

### Broek in Waterland
Twee vluchtauto's reden in noordelijke richting de N247 op, richting Broek in Waterland. Tijdens de achtervolging over landweggetjes werd over en weer geschoten; door de overvallers met automatische wapens. Eenmaal in het dorp, nog geen tien kilometer van de plaats delict vandaan, laadden de overvallers de buit over in twee andere auto's. Daarna ging de achtervolging te voet verder: zeker twee voertuigen stonden in brand, een zwarte Renault Mégane die klaarstond als vluchtauto met daarin drie mannen reed een achtertuin in. De gemaskerde overvallers vluchtten een weiland in, inmiddels achtervolgd door een politiehelikopter en tientallen agenten, waaronder zwaarder bewapende agenten van de Dienst Speciale Interventies. Hierbij schoot de politie op de verdachten, waardoor een 46- of 47-jarige Fransman om het leven kwam en twee Belgische veertigers in hun been geraakt werden. Er werden al gauw zes Franse en Belgische verdachten in de leeftijd van 24 tot 44 jaar aangehouden, van wie vijf in Broek in Waterland: op het weiland werden vier verdachten gearresteerd en bij een huis werd een persoon aangehouden die zich verschanste in een vuilcontainer. Er zouden geen politieagenten gewond zijn geraakt.

### Zesde en zevende verdachte
De derde vluchtauto (een Audi A4) raakte uit het zicht en reed richting Diemen, waar die brandend achtergelaten werd. Daar stapten de overvallers over op een BMW met Belgisch kenteken, die daar klaarstond in een tunneltje onder de A1. Bij de brandende auto stond een andere auto van wie de inzittende werd aangehouden. De BMW reed naar een gehuurd appartement in Rotterdam-Zuid, waar vier verdachten neerstreken. De zevende verdachte werd later die middag bij Rotterdam-Kralingen op de A16 opgepakt, nadat hij in een blauwe Renault staande werd gehouden door een arrestatieteam. Vier verdachten wisten met een deel van de buit te ontkomen.

## Nasleep

### Overige aanhoudingen
Later werden nog verscheidene verdachten aangehouden. Volgens het OM werden in december 2021 en februari 2022 respectievelijk een 45-jarige Fransman en 23-jarige Belg aangehouden. In mei 2022 werd bovendien nog een 37-jarige Belg aangehouden. Daarnaast volgden nog meerdere aanhoudingen in België, Frankrijk en Guinee.

### Vervolging
In november 2022 kwam het Openbaar Ministerie met een strafeis tegen acht van de in totaal dertien (overlevende) verdachten, van wie toen twee nog voortvluchtig waren en één nog wachtte op overlevering. Zes van deze acht verdachten werden op de dag van de overval zelf aangehouden, de andere twee waren de 45-jarige Fransman en 23-jarige Belg. Het OM verdacht de vier Belgen, drie Fransen en Marokkaan van verschillende feiten. Tegen zeven van hen werd 18 jaar cel geëist, de achtste persoon moest volgens het OM vijf jaar de gevangenis in. Drie verdachten zouden op een later moment terechtstaan.
Op 3 april 2023 diende de rechtszaak tegen die acht verdachten aan de Rechtbank Amsterdam. Twee mannen kregen vijftien jaar celstraf en verder waren er vier straffen van twaalf en tien jaar, een van zes en een van twee jaar. De hoogste straffen waren voor de organisator en de overvaller van wie als enige bewezen werd geacht dat deze gericht op agenten schoot, namelijk al rijdend op een achtervolgende politieauto. Het edelmetaalbedrijf werd een schadevergoeding ter grootte van het eigen risico toegekend (200.000 euro), ook waren er schadevergoedingen voor bedreigde medewerkers en meerdere agenten. Twee weken later werd duidelijk dat het Openbaar Ministerie tegen alle acht uitspraken voorlopig hoger beroep had aangetekend. In juni 2023 was ook het merendeel van de veroordeelden in hoger beroep gegaan.
Anno april 2023 ontbrak nog 4,2 miljoen euro van de gestolen edelmetalen: 1,5 kilogram aan goudkorrels, platina en goudbaren. Twee verdachten waren in juni dat jaar nog steeds voortvluchtig, onder wie een ontsnapte Belgische man die eerder in Guinee werd opgepakt. Eind mei 2024 diende de rechtszaak tegen een 36-jarige Belg en een 38-jarige Fransman, tegen wie achttien jaar cel geëist was. De Belg werd door de Rechtbank Amsterdam vrijgesproken, de Fransman kreeg een elfjarige celstraf opgelegd.